# Glossotrophia insularis
Glossotrophia insularis är en fjärilsart som beskrevs av Eugen Wehrli 1926. Glossotrophia insularis ingår i släktet Glossotrophia och familjen mätare. Inga underarter finns listade i Catalogue of Life.